# تيد هيكس
تيد هيكس (بالإنجليزية: Ted Hicks)‏ هو دبلوماسي أسترالي، ولد في 9 يونيو 1910 في Elsternwick, Victoria ‏ في أستراليا، وتوفي في 14 مايو 1984 في كانبرا في أستراليا.